# Wola Starzyska
Wola Starzyska (ukr. Воля-Старицька) – wieś na Ukrainie, w rejonie jaworowskim obwodu lwowskiego. Wieś liczy około 280 mieszkańców.
Pod koniec XIX w. wieś w powiecie jaworowskim. W II Rzeczypospolitej do 1934 samodzielna gmina jednostkowa. Następnie należała do zbiorowej wiejskiej gminy Szkło w powiecie jaworowskim w woj. lwowskim. Po wojnie wieś weszła w struktury administracyjne Związku Radzieckiego.